# 이관우
이관우(李官雨, 1978년 2월 25일 ~ )는 대한민국의 전 축구 선수이자 현 축구 지도자로 선수 시절 대전 하나 시티즌, 수원 삼성 블루윙즈, 라이언 시티 세일러스에서 활약했으며 현재 안산 그리너스 감독으로 활동하고 있다.

## 개요
서울특별시 출생으로 중화초등학교, 한양중학교, 한양공업고등학교, 한양대학교를 졸업하였다. 그라운드 위에서 눈부신 플레이를 펼쳐 하늘에서 가장 밝은 별인 '시리우스(Sirius)'라는 별명을 얻었다.

## 축구인 경력

### 선수 경력
1999년 일본 J리그의 아비스파 후쿠오카로의 입단을 추진하였고 계약까지 성사되었으나, 당시 드래프트 공시 상태였던 관계로 이적이 무산되었다. 결국 2000년 K리그 대전 시티즌에 입단하였고 여러 차례 부상을 당하기도 하였으나, 팀의 주전 미드필더로 활동하며 좋은 활약을 펼쳤다. 2006년 3월 29일 전북 현대 모터스와의 원정 경기에서 K리그 통산 51번째로 20-20클럽에 가입하였다. 2006년 7월 수원 삼성 블루윙즈로 이적하였으나, 그 과정에서 대전 시티즌과 마찰을 빚었다. 수원 삼성 블루윙즈로 이적한 후에 좋은 활약을 펼쳐 2006년 K리그 준우승, 2008년 K리그 우승 등에 공헌하였고, 이적 6개월 만인 2007년에는 팀의 주장을 맡기도 하였다. 2007년 8월 25일 대구 FC와의 원정 경기에서 K리그 통산 21번째로 30-30클럽에 가입하였다. 2006년과 2007년에 연속으로 K리그 베스트 11에 선정되었다. 그러나 2009년부터 부상에 계속 신음하며 경기 한 번 나가는데 1억인 귀하신 몸이라는 비아냥을 들을 정도로 2시즌 간 단 8경기만 나갔고 2010 시즌 후 수원에서 방출되었다. 이후 음식점 사업을 하다가 홈 유나이티드 FC의 이임생감독의 제의에 2013년 홈 유나이티드 FC로 이적하였고, 그곳에서 날카로운 프리킥 등을 선보였다.
2015년 그는 은퇴를 선언하고 자신이 과거에 뛰었던 수원 삼성 블루윙즈의 유소년 코치로 지도자 생활을 시작하였다.

### 국가 대표 생활
1996년 AFC 아시아 청소년 선수권 대회와 1997년 FIFA 세계 청소년 선수권 대회에서 대표 선수로 활약했다. 당시 세계 최강팀으로 알려졌던 브라질에 3-10으로 패했으나, 이 경기에서 골을 기록하였고 이 당시 브라질을 상대로 3골을 넣은 유일한 팀이 대한민국 대표팀이었다. 2000년 하계 올림픽 대표팀에도 선발되었으나, 부상으로 정작 본선에서는 뛰지 못하였다. 2000년 1월 23일 뉴질랜드와의 친선경기에서 A매치에 데뷔하였다.
하지만 큰 부상을 입어 2002년 FIFA 월드컵에선 그에 대한 언급조차 없었다. 이후 2003년 당시 대한민국 대표팀의 감독인 움베르투 코엘류가 그의 재능을 눈여겨보고 대표팀에 발탁했으나, 얼마 지나지 않아 움베르투 코엘류는 감독에서 물러났다. 후임인 요하네스 본프레러 취임 후에 열린 2004년 AFC 아시안컵 명단에 선발되었으나, 훈련 중 부상으로 또 다시 탈락하게 되었다.
이후 한동안 선발되지 못하다가, 2006년 FIFA 월드컵 이후 취임한 핌 페르베이크호의 예비명단에 승선했지만, 최종 명단에서 제외되었다. 2008년 취임한 허정무 감독에 의해 국가대표팀에 재승선하였지만, 소속팀에서와는 달리 대표팀에서는 인상적인 활약을 보여주지 못하고 2008년 동아시안컵 출전 이후 선발되지 못하였다. 이관우 본인도 국가대표팀에는 큰 미련은 없고, 클럽에서만 주력하겠다는 인터뷰를 여러 차례 하였다.

## 그 외
대한민국과 일본 프로 축구 사상 첫 올스타 맞대결인 조모컵 2008의 K리그 올스타 선수로 선발되었던 박원재가 급성 위염으로 제외되자, 대신 엔트리에 포함되었다.

## 경력

### 선수 경력
- 2000년 ~ 2006년  대전 시티즌
- 2006년 ~ 2010년  수원 삼성 블루윙즈
- 2013년 ~ 2014년  홈 유나이티드 FC

## 수상

### 개인
- 1995년 전국중고축구선수권대회 최우수선수상 수상
- 2002년 푸마 베스트 11 MF부문 선정
- 2002년 험멜코리아 스포츠투데이 선정 올해의 선수상 (재기상)
- 2003년 험멜코리아 스포츠투데이 선정 K-리그 베스트 11
- 2003년 K-리그 올스타 인기상 수상
- 2003년 올해의 키카골상 수상
- 2003년 K-리그 베스트 11 선정
- 2006년 K-리그 베스트 11 선정
- 2007년 K-리그 베스트 11 선정

### 클럽

#### 대전 시티즌
- FA컵 우승 1회 (2001년)
- 하우젠 컵 준우승 1회 (2004년)
- 대한민국 슈퍼컵 준우승 1회 (2002년)

#### 수원 삼성 블루윙즈
- K-리그 우승 1회 (2008년)
- K-리그 준우승 1회 (2006년)
- FA컵 우승 2회 (2009년, 2010년)
- FA컵 준우승 1회 (2006년)
- 삼성 하우젠 컵 우승 1회 (2008년)
- 팬퍼시픽 챔피언십 우승 1회 (2009년)